# Nyctemera hyalina
Nyctemera hyalina là một loài bướm đêm thuộc phân họ Arctiinae, họ Erebidae.